# Volcan complexe

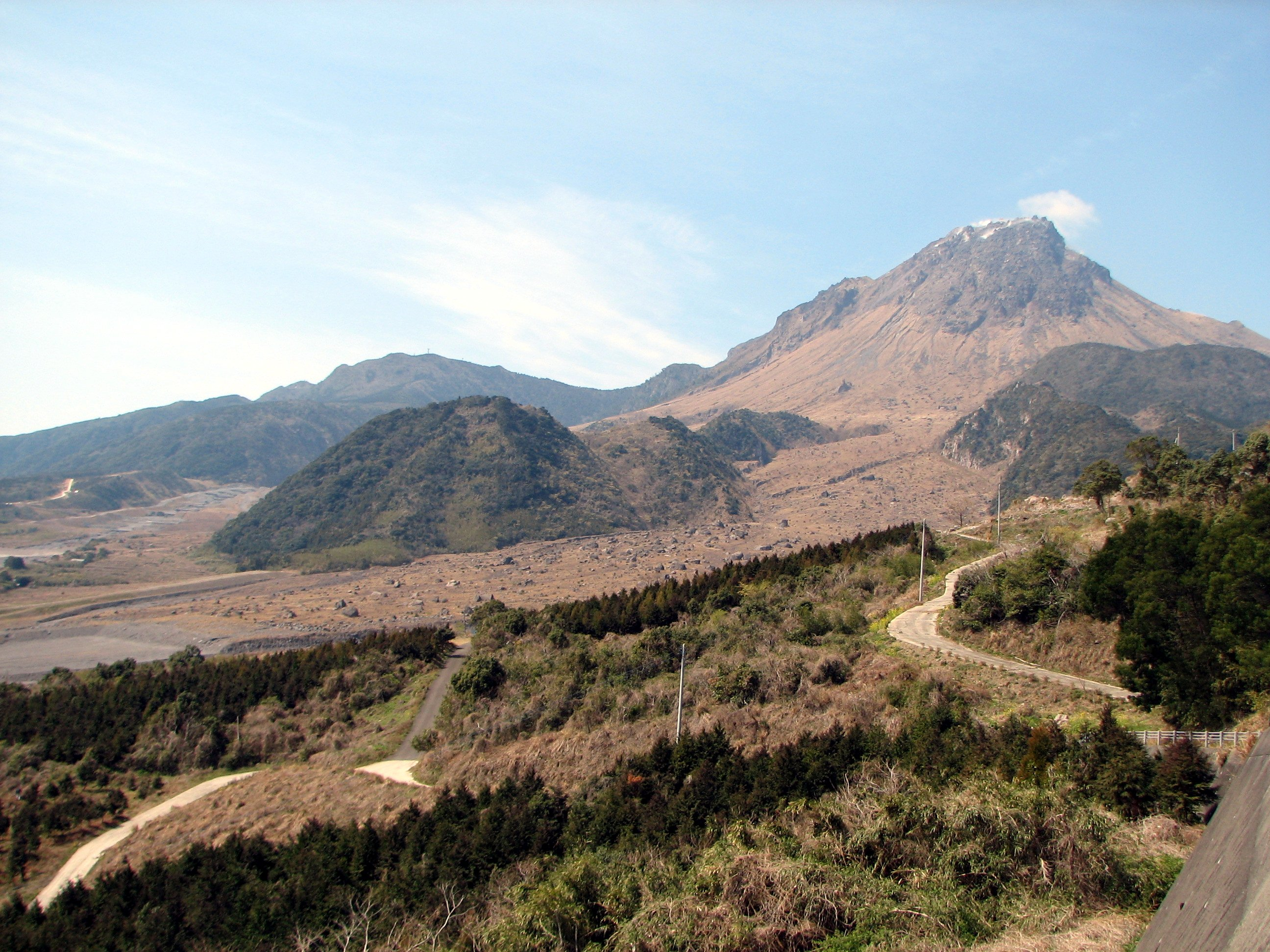
Vue du mont Unzen en 2007, volcan complexe du Japon composé de plusieurs dômes de lave et cratères imbriqués dont le mont Fugen sur la droite, la partie active du volcan.

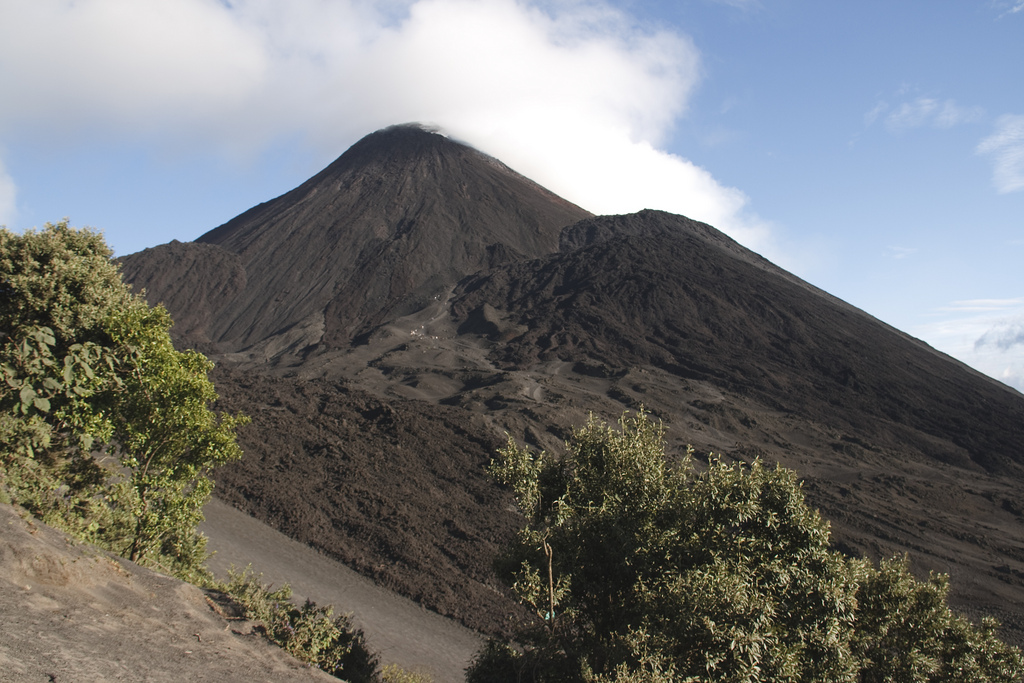
Vue du sommet du Pacaya, volcan complexe du Guatemala formé de plusieurs stratovolcans, cônes et d'un dôme de lave.

Un volcan complexe est un type de volcan caractérisé par la juxtaposition de plusieurs structures volcaniques imbriquées ou superposées de différentes natures : dômes de lave, cônes de scories, stratovolcans, cratères, caldeiras, etc. Ce genre de volcan résulte d'une évolution du type éruptif ou d'un déplacement de la bouche éruptive, les deux processus pouvant être simultanés. Le volcan complexe s'oppose ainsi aux volcans à structure simple tels que les stratovolcans, dôme de lave, volcans boucliers, etc. qui restent néanmoins susceptibles de devenir des volcans complexes.
Les volcans complexes ne doivent pas être confondus avec les complexes volcaniques ou groupes volcaniques qui sont un vaste ensemble de volcans et de structures volcaniques annexes. Les volcans Somma sont un type de volcans complexes formés d'un cône volcanique édifié à l'intérieur d'une caldeira plus ancienne.
Les volcans complexes sont nombreux à travers le monde, sont généralement assez anciens et ont des morphologies très variées en raison de leur nature hétérogène.